# Nanded-Waghala
Nanded-Waghala là một thành phố và là nơi đặt hội đồng thành phố (municipal corporation) của quận Nanded thuộc bang Maharashtra, Ấn Độ.

## Nhân khẩu
Theo điều tra dân số năm 2001 của Ấn Độ, Nanded-Waghala có dân số 430.598 người. Phái nam chiếm 52% tổng số dân và phái nữ chiếm 48%. Nanded-Waghala có tỷ lệ 70% biết đọc biết viết, cao hơn tỷ lệ trung bình toàn quốc là 59,5%: tỷ lệ cho phái nam là 76%, và tỷ lệ cho phái nữ là 63%. Tại Nanded-Waghala, 15% dân số nhỏ hơn 6 tuổi.